# ジョルジュ・デスパーニア
ジョルジュ・デスパーニア（フランス語: Georges d'Espagnat, 1870年8月14日 - 1950年4月17日）はフランスの画家、イラストレーター、版画家である。

## 略歴
セーヌ＝エ＝マルヌ県のムランで生まれた。兄弟にイラストレーターのポール・デスパーニア(Paul d'Espagnat)がいる。パリの国立高等装飾美術学校、パリ国立高等美術学校で学んだが、独立心が強く、ルーブル美術館などで、様々な画家の作品を模写して、自分のスタイルを作り上げた。商業美術や版画制作に才能を示し、「Le Courrier français」や「 La Critique」、「Le Rire」といった雑誌のイラストレーションの仕事をした。作家のレミ・ド・グールモンが編集した前衛版画雑誌『イマジエ(L'Ymagier)』に木版画を提供し、1922年版のグールモンの小説、『システィーヌ』の挿絵を描いた。
アンデパンダン展やサロン・ドートンヌに出展し、1940年代にはサロン・ドートンヌの副会長を務めた。多作な画家で1000点以上の作品を残した。
レジオンドヌール勲章（オフィシエ）を受勲した。
1950年4月17日にパリの18区で死去した。
息子のベルナール・デスパーニア（1921-2015）はテンプルトン賞を受賞した物理学者、哲学者である。

## 作品

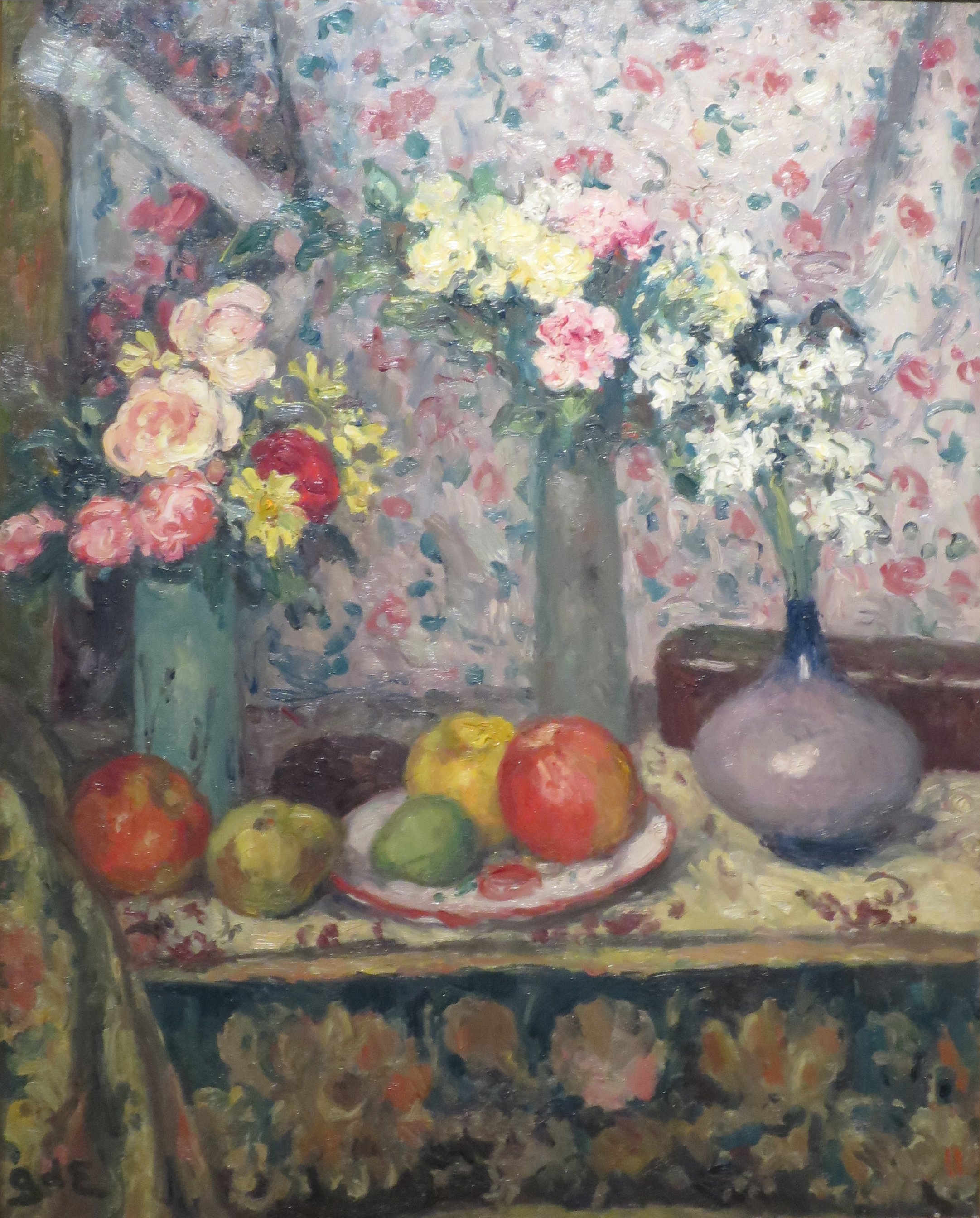
花と果物 (1907)
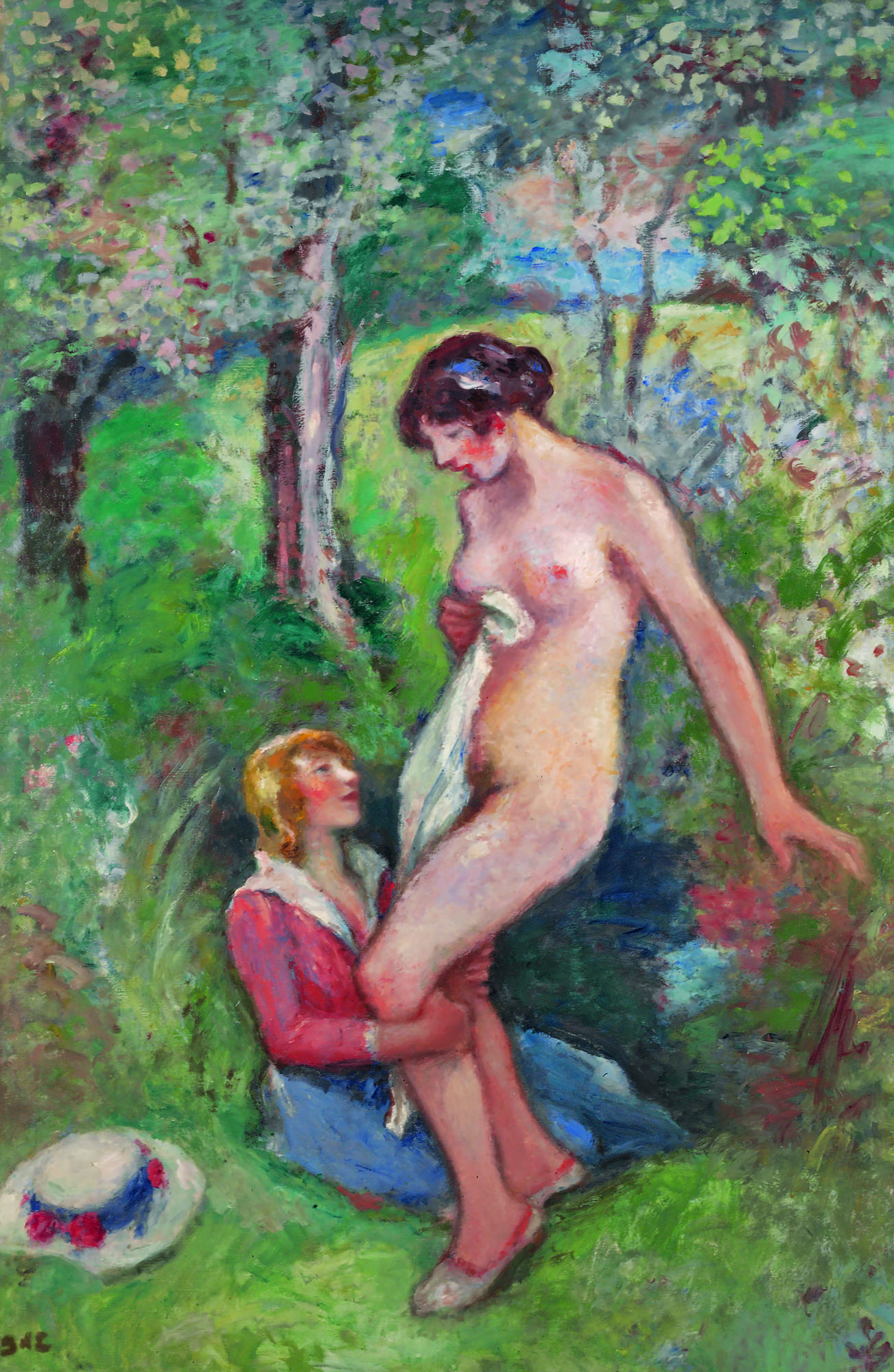
水浴
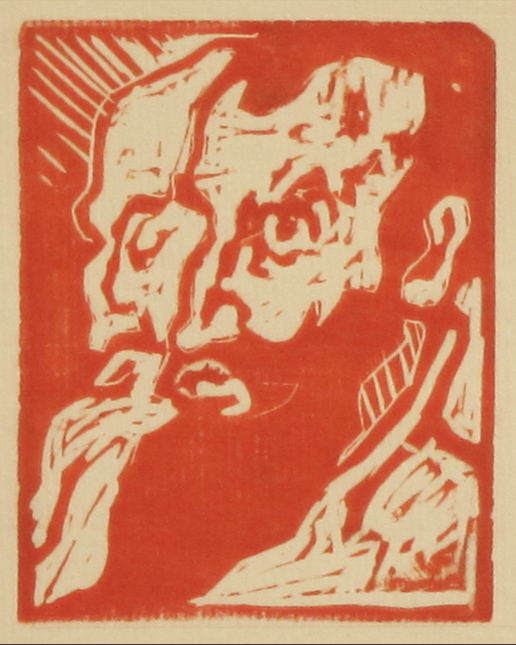
髭を生やした2人の男の横顔 (1895)
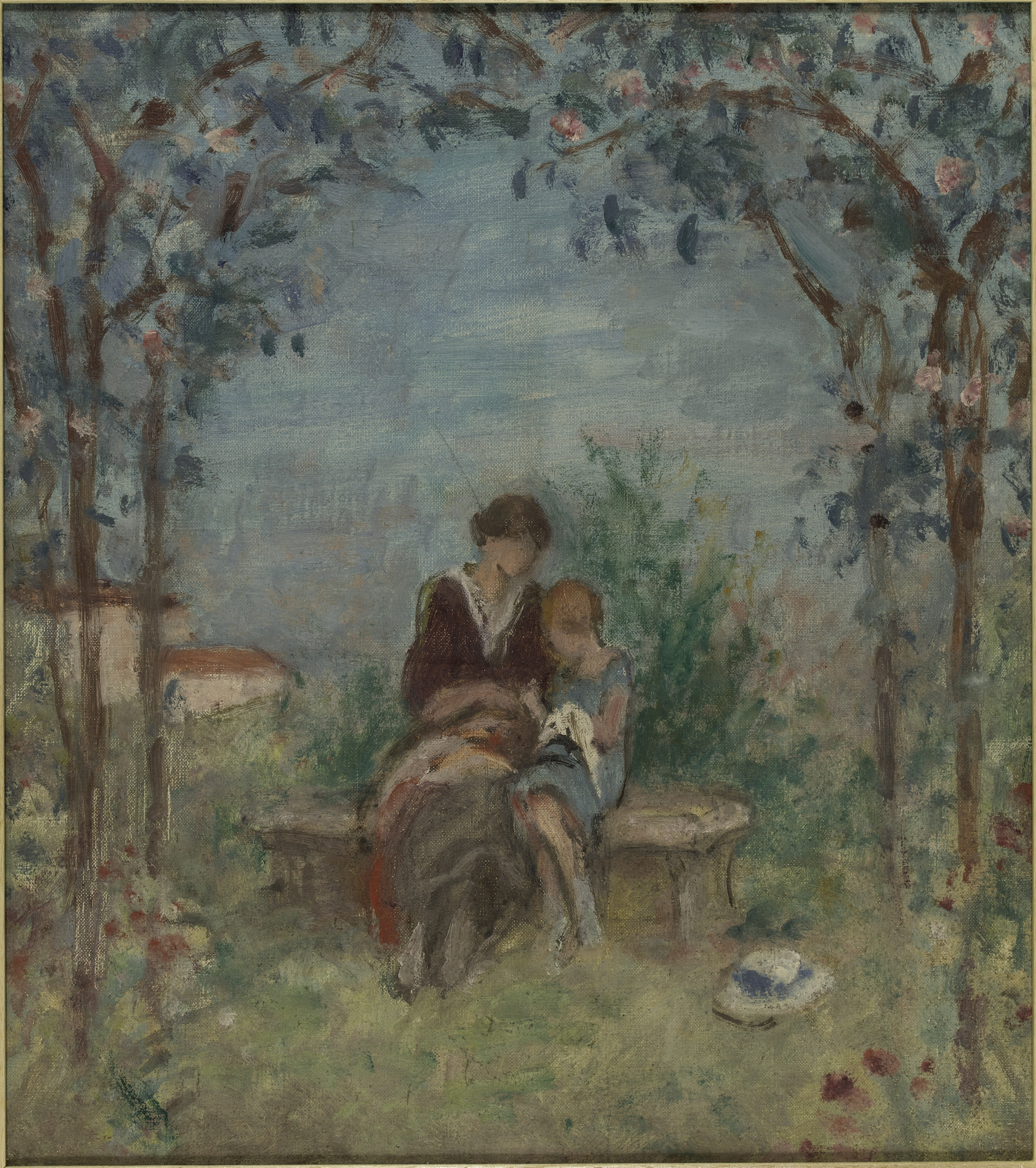
縫物 Musée des Beaux-Arts de la ville de Paris

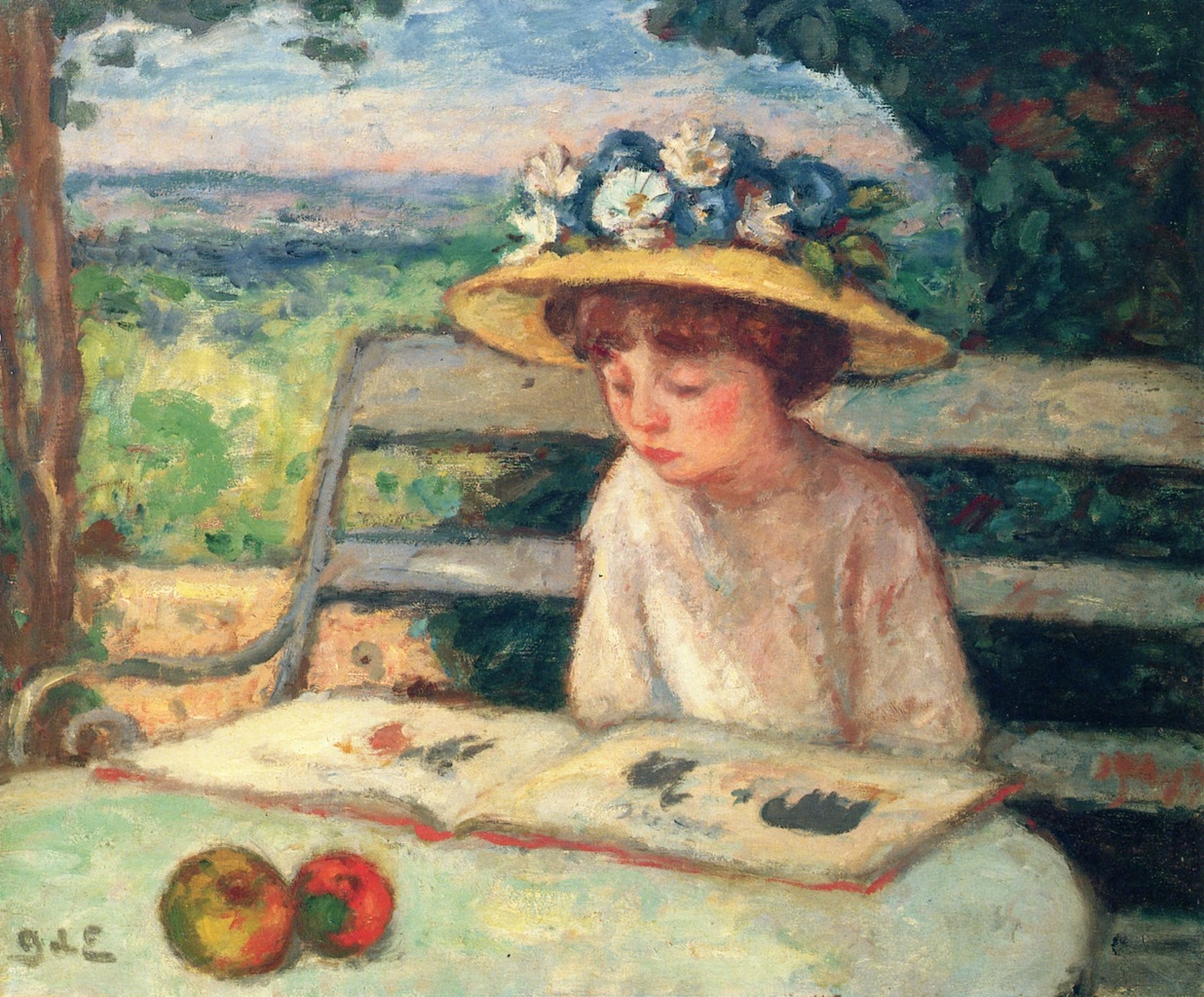
『Irina』(1900年代)
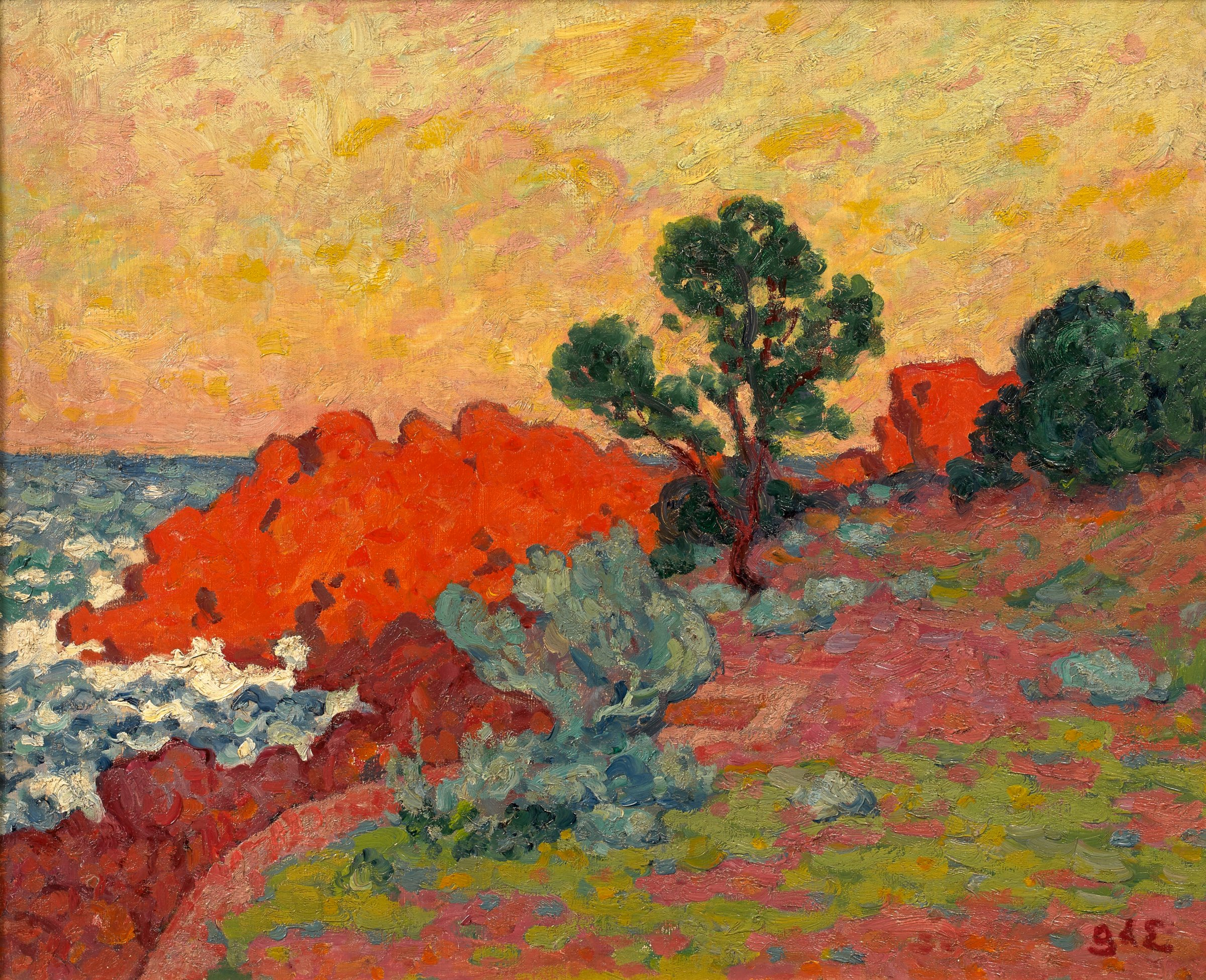
赤い岩(c.1901)
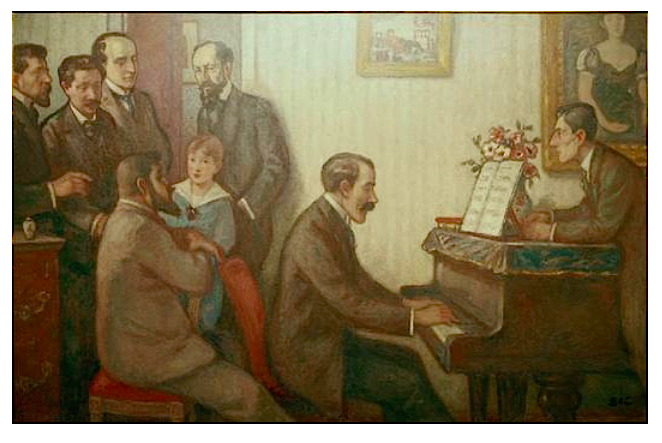
ゴデブスキー家での出会い、
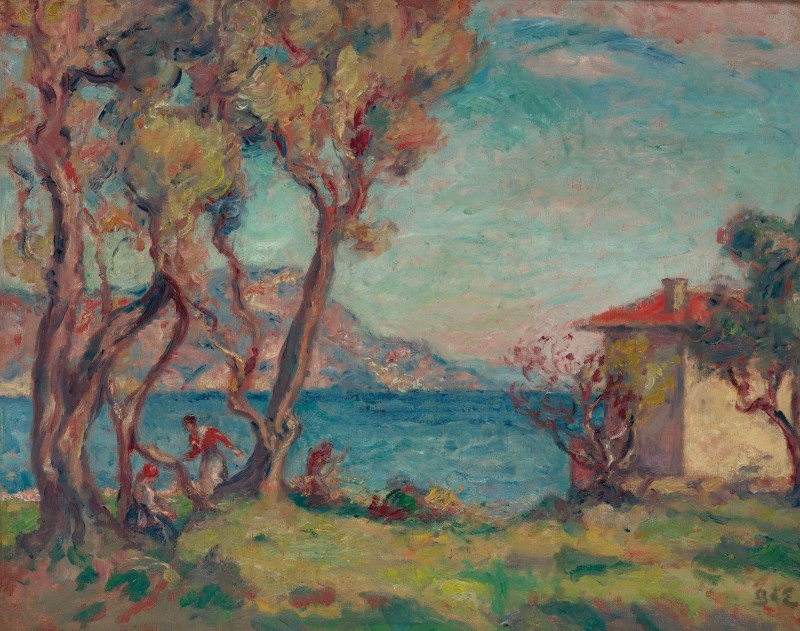
海辺のメゾネット